# Sleepy John Estes
Pour les articles homonymes, voir Estes.
John Adam Estes, dit Sleepy John Estes, était un chanteur, guitariste de blues américain, né le 25 janvier 1899 ou 1904 et décédé le 5 juin 1977.

## Biographie
Il nait à Ripley dans le Tennessee. En 1915 son père qui était métayer et jouait un peu de guitare, déménage à Brownsville (Tennessee). Peu de temps après il est blessé à l'œil droit par une pierre : sa vue en sera pour toujours affectée.
Adolescent, il travaille dans les champs, mais il commence à jouer dans les parties et les pique-nique dès 1919. Il est souvent accompagné de l'harmoniciste Hammie Nixon et du guitariste et mandoliniste Yank Rachell. Il continuera à jouer avec ces deux musiciens pendant plus de 50 ans.
Il enregistre ses premiers morceaux à Memphis en 1929 dans une session dirigée par Ralph Peer pour Victor Records. Il enregistrera par la suite pour Decca et Bluebird. Ses enregistrements ont lieu jusqu'en 1941. Il ne fera ensuite qu'une brève apparition dans les studios Sun en 1952 avant d'être redécouvert par Bob Koester et Samuel Charters en 1962. Il est alors devenu complètement aveugle et vit dans une extrême pauvreté. Il reprend une activité musicale à partir de cette date et participe notamment à la tournée de l'American Folk Blues Festival en 1964.
Modeste guitariste, Sleepy John Estes est un excellent chanteur, doté d'un style vocal de « pleureur » très particulier et ses textes sont empreints d'un humour ravageur plein de finesse.
Plusieurs de ses titres ont été repris par Muddy Waters, Elvis Presley.  Son Milk Cow blues a été remanié et chanté par 
Eddie Cochran dans une version très personnelle.
Il meurt le 5 juin 1977 à Brownsville.

## Discographie
- Sleepy John Estes, 1929-1940 (RBF)
- Complete Recorded Works 1929-1941 Vols 1-2 (Document)
- I Ain't Gonna Be Worried No More 1929-1941 (Yazoo)
- Blues For Ever 1935-1938 (Black & Blue)
- The Legend of Sleepy John Estes (Delmark)
- Broke and Hungry, Ragged and Hungry Too (Delmark)
- Brownsville Blues (Delmark)
- Down South Blues (Delamark)
- Sleepy John Estes In Europe (Delmark)